# Eilert Ekwall

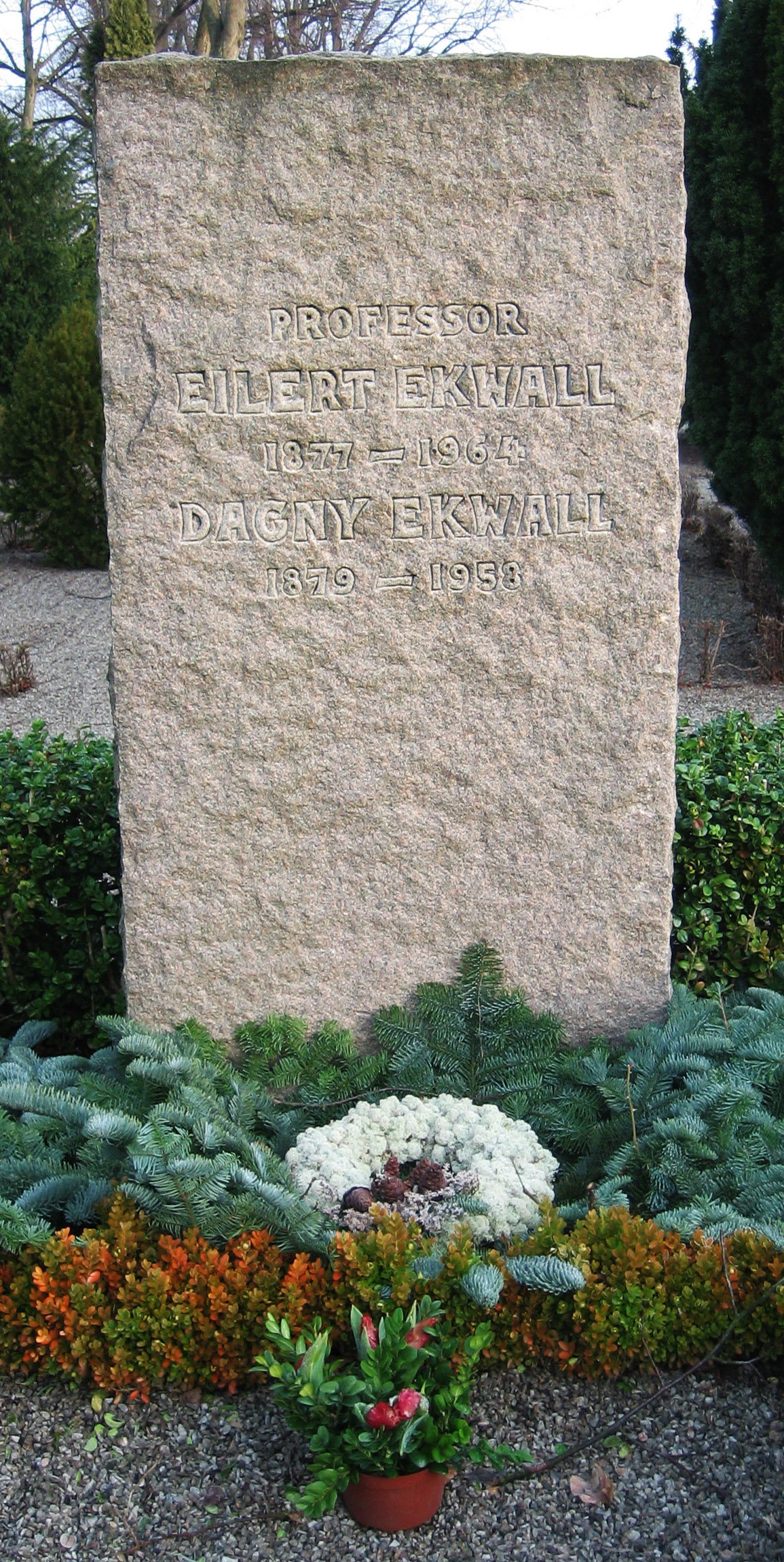
Eilert Ekwalls gravsten på Norra kyrkogården i Lund.

Bror Oscar Eilert Ekwall, född 8 januari 1877 i Vallsjö socken, Jönköpings län, död 23 november 1964, var professor i engelska vid Lunds universitet 1907-1942. Han var kusinbarn till konstnären Knut Ekwall.
Ekwall blev filosofie doktor i Uppsala 1903, docent i engelska språket där samma år, tillförordnad professor i samma ämne i Lund 1905 och ordinarie professor 1907. Ekwall och hans hustru instiftade en stipendiefond för studerande vid Smålands nation i Lund (där han var inspektor): Dagny och Eilert Ekwalls premie- och stipendiefond. 
Bland Ekwalls skrifter märks Shakespere's vocabulary (1903), Suffixet ja i senare leden af sammansatta substantiv (1904), Zur Geschichte der stimmhaften interdentalen Spirans im Englischen (1906), D:r John Jones's Practical phonography (1907), The writing scholar's companion (1911), On the origin and history of the unchanged plural in English (1912), samt handboken Historische neuenglische Laut- und Formenlehre (1914, 2:a upplagan 1922). Från och med Contributions to the history of old English dialects 1917 kom Ekwalls intresse främst att inriktas mot ortnamn i England. Inom detta område skrev han bland annat Scandinavians and Celts in the north-west of England (1918), The place-names of Lancashire (1922), English place-names in -ing (1923) samt English river-names (1928).
Ekwall ligger begravd på Norra kyrkogården i Lund.

## Utmärkelser, ledamotskap och priser
- Ledamot av Kungl. Vetenskapsakademien (LVA, 1935)
- Ledamot av Kungl. Vitterhetsakademien (LHA, 1933)
- Hedersledamot av Vetenskapssocieteten i Lund (HedLVSL)[5]